# 2013年廣島縣知事選舉
2013年廣島縣知事選舉（日語：2013年広島県知事選挙），是於2013年（平成25年）11月10日所舉行的日本地方選舉，以決定下任的廣島縣知事。

## 外部連結
- 広島県選挙管理委員会（页面存档备份，存于） （日語）
- 2013広島県知事選（页面存档备份，存于） - 中國新聞 （日語）